# Mirjana Stefanović
 (octobre 2022).
Si vous disposez d'ouvrages ou d'articles de référence ou si vous connaissez des sites web de qualité traitant du thème abordé ici, merci de compléter l'article en donnant les références utiles à sa vérifiabilité et en les liant à la section « Notes et références ».
Mirjana Stefanović, née le 24 octobre 1939 à Niš et morte le 10 août 2021 à Belgrade, est une écrivaine, poète et éditeur serbe.

## Biographie
Née à Niš en 1939, Mirjana Stefanović a vécu à Kosančić et Novi Sad avant de s’installer à Belgrade (1951) où elle habite encore aujourd’hui. Après des études à Belgrade et Delhi, elle obtient un master de littérature anglaise en 1965.
Entre 1966 et 1967, elle travaille comme journaliste adjoint pour Radio-Belgrade puis devient rédactrice des programmes pour enfants de cette même chaîne jusqu’en 1973. De 1974 à 1991, Mirjana Stefanović occupe le poste d’éditeur dans la maison d’édition Nolit. Elle fonde et dirige pendant 16 ans la collection “Raspust” dans laquelle sont publiées plus de 50 œuvres pour jeunes issues de la littérature nationale et internationale.
Actrice importante de la scène éditoriale serbe dans le domaine de la poésie contemporaine, elle est l’éditrice de la bibliothèque “Science intéressante”. Plusieurs fois associée à la Matica srpska, elle est l’éditrice principale de la collection “Premier livre” (1974-1979) et membre de la rédaction de “Letopis” (1982-1983).

## Livres pour adultes
- Voleti, poésies, Matica Srpska, Novi Sad 1960
- Odlomci izmišljenog dnevnika, prose, Matica Srpska, Novi Sad 1961
- Proleće na Terazijama, poésies, Prosveta, Belgrade 1967
- Indigo, poésies, Nolit, Belgrade 1973
- Radni dan, poésies, Matica Srpska, Novi Sad 1979
- Savetnik, prose, BIGZ, Belgrade 1979
- Prošireni savetnik, prose, Književna zajednica Novog Sada, Novi Sad 1987
- Pomračenje, poésies, "Fondi Oryja Pala" Novi Beograd-Kranj 1995, seconde édition Beogradski krug i Centar za antiratnu akciju, Belgrade 1996
- Iskisli čovek, poèmes choisis, Nolit, Belgrade 2003
- O jabuci, prose, Dnevnik, Novi Sad 2009
- Promaja, poèmes nouveaux et choisis, Zadužbina Desanka Maksimović, Narodna biblioteka Srbije, Belgrade 2011
- Škola života, poèmes choisis, Grupa 484, Belgrade 2012
- Održi plamen, poèmes nouveaux et choisis, Društvo pisaca Bosne i Hercegovine, Međunarodna književna manifestacija "Sarajevski dani poezije", Sarajevo 2013

## Livres pour enfants
- Vlatko Pidžula, poésies et histoires, Prosveta, Belgrade 1962, seconde édition Narodna knjiga Belgrade, 2007
- Enca sa kredenca, poésies, "Radivoj Ćirpanov" Novi Sad 1969, 1975, Veselin Masleša, Sarajevo 1978
- Šta da radi ova fota?, roman, Nolit, Belgrade 1979, Glas, Banja Luka 1989, Dnevnik, Novi Sad 2003
- Mit érdemel az a bűnös, traduction hongroise du roman Šta da radi ova fota?, Forum, Novi Sad 1984
- Drugari sa repom, quatre livres pour enfants, illustrés par Marko Krsmanović, Nolit, Belgrade 1985
- Šola za velike, histoires, traduction slovène, Mladinska knjiga, Ljubljana 1985
- Čudo do čuda, histoires, Vuk Karadžić, Belgrade 1986
- Sekino seoce, roman, IP Ginko,Ginis Yu, Belgrade 1994
- Zlatne ribice, poésies et histoires, Matica Srpska, Novi Sad 1994
- O Uglješi, poèmes, Prosveta, Beograd 1996, édité à compte d’auteur, Belgrade 2000
- Škola ispod stola, poésies et histoires, Portal, Belgrade 2004
- Prvi poljubac, jeux choisis pour enfants, Bookland, Belgrade 2010
- Somot i svila, poèmes choisis pour enfants, "Smederevska pesnička jesen", Smederevo 2011
- En collaboration avec Katarina Granata-Savić , compilation de témoignages, "Moja majka - pisci govore o svojim majkama", Zmajeve dečije igre, Novi Sad 2007

## Drames
- Leći na rudu, TV Belgrade, 1968
- Beli zečevi, TV Belgrade, 1970
- Kakav dan, TV Belgrade, 1979
- Proleće života, TV Belgrade, 1980
- Činiti čin, experience linguistique, compositeur Dušan Radić, Treći program Radio- Belgrade, 1965
- Urlikologija, radio-drame, Treći program Radio- Belgrade, 1968
- Cecilija od Cimberije, pièce de théâtre pour enfants, Teatar Boško Buh, Belgrade 1969

Radio-Belgrade et d’autres stations yougoslaves ont diffusé plusieurs de ses « jeux radiophoniques » pour la jeunesse, dont des morceaux choisis ont été publiés dans le livre Prvi poljubac.

## Traductions
Elle a traduit deux livres indiens de l’anglais :
- Thakazhi Sivasankara Pillai : Chenmeen, Nolit, Belgrade, 1966
- Balachandra Rajan: The Dark Dancer, Prosveta, Belgrade, 1977.

## Critiques
Mirjana Stefanović a reçu de nombreuses critiques positives sur son œuvre de la part d’écrivains et critiques yougoslaves renommés,de Miroslav Egerić en 1957 dans le journal “Student”, jusqu’à Jelena Milinković  dans le journal en ligne “Agon” en 2011. Parmi eux: Milica Nikolić, Petar Džadžić, Miloš I. Bandić, Predrag Palavestra, Miodrag Protić, Bogdan A. Popović, Božo Vukadinović, Sveta Lukić, Vuk Krnjević, Staniša Tutnjević, Draško Ređep, Srba Ignjatović, Bojana Stojanović Pantović, Jovica Aćin, Vasa Pavković, Saša Radojčić, Stevan Tontić, Vladimir Milarić, Jovan Ljuštanović, Janez Rotar, Franci Zagoričnik, Niko Grafenauer, Vjeran Zupa, Branko Bošnjak, Enver Kazaz...

## Anthologies et recueils
Les différents poèmes et récits de Mirjana Stefanović sont réunis au sein d’environ quatre-vingt anthologies et recueils, en serbe ou autres langues. Parmi elles :
- Sveta Lukić, Vuk Krnjević : Posleratni srpski pesnici, Nolit, Belgrade 1970.
- Stevan Radovanović, Slobodan Radaković : Srpske pesnikinje od Jefimije do danas, Slovo ljubve, Belgrade 1972
- Milovan Vitezović : Antologija savremene srpske satirične priče, Jež, Belgrade 1980
- Vuk Krnjević : Med resničostjo in snom, antologija srbske poezije XX stoletja, Cankarjeva založba, Ljubljana 1984
- Stevan Tontić : Moderno srpsko pjesništvo - velika knjiga moderne srpske poezije od Laze Kostića do danas, Svjetlost, Sarajevo 1991
- Gane Todorovski i Paskal Gilevski : Srpskata poezija vo XIX i XX vek, Skopje 2000
- Radmila Lazić : Mačke ne idu u raj - antologija savremene ženske poezije, K.V.S., Belgrade 2000
- Bojana Stojanović Pantović : Srpske prozaide - antologija srpskih pesama u prozi, Nolit, Belgrade 2001
- Bojana Stojanović Pantović : Nebolomstvo, panorama srpskog pesništva kraja HH veka, Durieux, Zagreb 2006
- Časlav Đorđević : Srpski sonet, Službeni glasnik, Belgrade 2009
- Branko Matan : Povijest u stihovima, Gordogan, Zagreb 2009
- Ivana Maksić, Predrag Milojević : Do zuba u vremenu, Presing, Mladenovac- Belgrade 2014
- Božo Koprivica i Lazar Ristovski : Antologija ljubavne pozije srpske, Zillon film, Belgrade 2012
- Bora Ćosić : Dečja poezija srpska, edicija Srpska književnost u sto knjiga, Matica Srpska Novi Sad, Srpska književna zadruga, Belgrade 1965
- Vladimir Milarić : Zeleni bregovi detinjstsva, "Radivoj Ćirpanov", Novi Sad 1970, 1977
- Zvonimir Balog : Zlatna knjiga svjetske poezije za djecu, Nakladni zavod Matice hrvatske, Zagreb 1975
- Niko Grafenauer : Pa mi verjamete, izbor jugoslovanskega modernega pesništva za mladino, Mladinska knjiga, Ljubljana 1980.
- Leonid Jahnin : Dvenadcat slonov, Detska literatura, Moscou 1983
- Vladimir Milarić : Roža čudotvorna, antologija sodobnega jugoslovanskega pesništva za otroke, Mladinska knjiga, Ljubljana 1985.
- Dragan Lakićević : Antologija srpske poezije za decu, Bookland, Belgrade 1995
- Milovan Vitezović : Antologija svetske poezije za decu, Dereta, Belgrade 2001
- Raša Popov : Sto najlepših pesama za decu, YU marketing press, Belgrade 2002
- Pop D. Đurđev : Dva alava lava, ludoteka savremene srpske poezije za decu, Dnevnik, Novi Sad 2003
- Raša Popov, Pop D. Đurđev : Vsičko, koeto rastne bi iskalo da pee - antologija srpske dečje poezije na bugarskom, Zmajeve dečje igre, Novi Sad - Niš 2006
- Pero Zubac : S one strane duge - antologija srpskog pesništva za decu, Media Invest, Novi Sad, Srpska knjiga, Ruma, 2006

## Récompenses et distinctions
- Prix de la Tribune des jeunes de Novi Sad pour le manuscrit du livre Odlomci izmišljenog dnevnika, 1959.
- Prix Neven pour Vlatko Pidžula, catégorie meilleur livre pour enfants, 1962.
- Prix Politikin zabavnik pour Sekino seoce, catégorie meilleur livre pour enfants, 1994.
- Prix Zmajeve dečje igre pour contribution exceptionnelle à la littérature pour la jeunesse, 1995.
- Prix Pro Femina pour le recueil de poésies Pomračenje, 1997.
- Prix Desanka Maksimović pour l’ensemble de son œuvre poétique et sa contribution à la poésie serbe, 2010. À l’occasion de la remise de ce prix, un colloque sur la poésie de la lauréate a été organisé, et les textes de cet événement furent publiés dans le recueil Poezija Mirjane Stefanović, Zadužbina Desanka Maksimović, Belgrade, 2012.
- Prix Zlatni ključić Smedereva pour l’ensemble de son œuvre pour la jeunesse, 2011.
- Prix Zlatno Gašino pero, prix pour l’ensemble de son œuvre et « contribution à l’esprit joyeux de l’enfance », Lazarevac, 2012.
- Prix Bosanski stećak, remis par le jury de la manifestation littéraire international Sarajevski dani poezije, 2013. C’est la première femme à recevoir cet important prix international qui compte notamment parmi ses titulaires Tadeusz Rozevicz, Christopher Merill, Charles Simic, Mirko Kovač, Luko Paljetak...